# 勒特爾峰

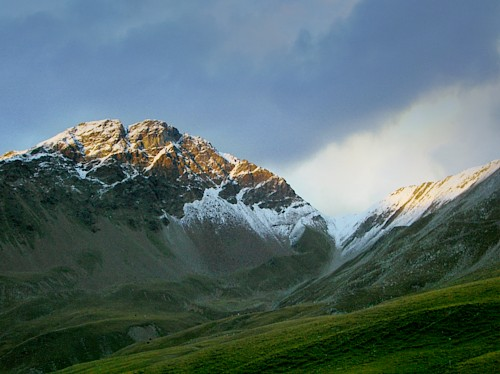

46°32′31″N 10°27′26″E / 46.54194°N 10.45722°E
勒特爾峰（德語：Rötlspitze）是中歐的山峰，位於意大利和瑞士接壤的邊境，屬於奥特莱斯山的一部分，海拔高度3,026米，每年平均降雨量1,357毫米。